# جولیا سبستین
جولیا سبستین (انگلیسی: Júlia Sebestyén؛ زادهٔ ۱۴ مهٔ ۱۹۸۱) اسکیت‌باز نمایشی اهل مجارستان است.